# Raúl Pérez (boxe anglaise)
Raúl Pérez est un boxeur mexicain né le 14 février 1967 à Tijuana.

## Carrière
Passé professionnel en 1984, il devient champion du monde des poids coqs WBA le 29 octobre 1988 en battant aux points Miguel Lora. Pérez défend à 7 reprises sa ceinture avant d'être à son tour battu par Greg Richardson le 19 septembre 1991. Il monte alors de catégorie de poids et s'empare du titre WBA des super-coqs aux dépens de Luis Enrique Mendoza le 7 octobre 1991. Cette victoire sera cette fois de courte durée puisqu'il s'incline dès le combat suivant par arrêt de l'arbitre au 3e round contre Wilfredo Vazquez le 27 mars 1992. Raúl Pérez met un terme à sa carrière en 2000 sur un bilan de 61 victoires, 6 défaites et 3 matchs nuls.